# Altenhagen (Poméranie occidentale)
Pour l’article homonyme, voir Altenhagen (Celle).
Altenhagen est une municipalité allemande située dans le land de Mecklembourg-Poméranie-Occidentale et l'Arrondissement du Plateau des lacs mecklembourgeois.